# REKOS
Les Conservateurs réformateurs (Die Reformkonservativen, REKOS – Liste Ewald Stadler) est un ancien parti politique autrichien, fondé en 2013 et disparu en 2016.

## Fondation
Le 3 octobre 2013, le député européen Ewald Stadler quitte l'Alliance pour l'avenir de l'Autriche, du fait du comportement « auto-destructeur » de celui-ci. Le 13 décembre suivant, il tient une conférence de presse, lors de laquelle il annonce qu'il se présentera aux élections européennes de 2014 avec REKOS, son propre parti.
Le Parti chrétien d'Autriche (CPÖ), sous la direction de Rudolf Gehring, comme quelques étudiants issus de l'Initiative étudiante jeunes européenne (Jungen europäischen Studenteninitiative) représentés par Alexander Tschugguel, annoncent leur soutien à REKOS. Le CPÖ décide également le lancement d'une campagne de collecte de fonds, pour soutenir financièrement le nouveau parti de Stadler.

## Orientations politiques
Ils se décrivent eux-mêmes comme réformistes et conservateurs. Le parti a pour ambition d'attirer à lui les électeurs de la droite conservatrice et des défenseurs des « valeurs conservatrices ». Il défend les « valeurs chrétiennes », la tradition chrétienne de l'Occident, le soutien étatique à la famille et la propriété privée, De plus, il porte un discours eurosceptique et se veut être une alternative aux populistes du FPÖ, comme aux conservateurs de l'ÖVP.

## Président
- Ewald Stadler (2014-2016)

### Élections européennes
| Année | Voix  | Mandats | Rang | Groupe |
| ----- | ----- | ------- | ---- | ------ |
| 2014  | 1,2 % | 0 / 18  | 8e   |        |